# Synegiodes ornata
Synegiodes ornata là một loài bướm đêm trong họ Geometridae.